# Giuliano Modica
Giuliano Franco Modica Malagnini (* 12. März 1991 in Córdoba) ist ein ehemaliger argentinischer Fußballspieler und heutiger Fußballtrainer.

## Spielerkarriere
Modica wurde im argentinischen Córdoba in ärmlichen Verhältnissen geboren und besitzt die argentinische und die italienische Staatsbürgerschaft. 2002 wanderte der damals 12-Jährige mit seiner Mutter nach Deutschland aus, wo sie sich im hessischen Offenbach am Main niederließen. In seinen Jugendjahren spielte Modica bei den Kickers Obertshausen und der SG Rosenhöhe.
Seinen ersten Einsatz in der A-Junioren-Bundesliga hatte er mit den Kickers Offenbach in der Saison 2008/09. Anschließend wechselte er für die Zeit von 2010 bis 2012 zum 1. FC Kaiserslautern II in die Regionalliga, später zur Eintracht Frankfurt II. Nach seiner Rückkehr zu den Kickers Offenbach 2013 bestritt er mit dem Verein 62 Regionalligaspiele, erzielte sieben Tore und wurde in der Saison 2014/15 Meister der Regionalliga Südwest.
Insgesamt bestritt Modica 130 Regionalligaspiele, in denen er 15 Tore schoss. Für die Kickers Offenbach kam er 2014/15 dreimal im DFB-Pokal zum Einsatz.
Zur Saison 2015/16 wechselte Giuliano Modica ablösefrei von den Kickers Offenbach zum Drittligisten Dynamo Dresden. Er erhielt einen Vertrag bis Juni 2017. Sein erstes Drittligaspiel für Dynamo absolvierte er am ersten Spieltag beim 4:1-Sieg gegen den VfB Stuttgart II.
Zum 1. Juli 2017 wechselte Modica zurück zum 1. FC Kaiserslautern. Er unterschrieb einen Vertrag bis 2020. Aufgrund mehrerer Verletzungen kam er jedoch nur zu fünf Einsätzen in der Liga und einem im DFB-Pokal.
Zur Saison 2018/19 wechselte er zum Drittligisten SV Wehen Wiesbaden, mit dem er den Aufstieg in die zweite Liga schaffte.
Der 1. FSV Mainz 05 verpflichtete den Argentinier gemeinsam mit seinem Mannschaftskameraden Simon Brandstetter zur Saison 2019/20 für seine zweite Mannschaft. Nach der Saison 2021/22 beendete Modica seine Karriere.

## Trainerkarriere
Nach seinem Karriereende kehrte Modica zur Saison 2022/23 zum SV Wehen Wiesbaden zurück und wurde bei den Drittligaprofis neben Nils Döring Co-Trainer von Markus Kauczinski. Er unterschrieb einen Vertrag bis zum 30. Juni 2024. Gemeinsam schafften sie am Saisonende den Aufstieg in die 2. Bundesliga. Im August 2023 verlängerte er seinen Vertrag.

## Erfolge als Spieler
- Aufstieg in die 2. Bundesliga (2): 2016 (Dynamo Dresden), 2019 (SV Wehen Wiesbaden)
  - als Meister der 3. Liga: 2016
- Meister der Regionalliga Südwest: 2015 (Kickers Offenbach)
- Hessenpokalsieger (2): 2014 (Kickers Offenbach), 2019 (SV Wehen Wiesbaden)